# Christopher Reitz
Christopher Reitz, född den 3 april 1973 i Frankfurt am Main, Tyskland, är en tysk landhockeyspelare.
Han tog OS-guld i herrarnas landhockeyturnering i samband med de olympiska landhockeytävlingarna 1992 i Barcelona.